# Malik Harris

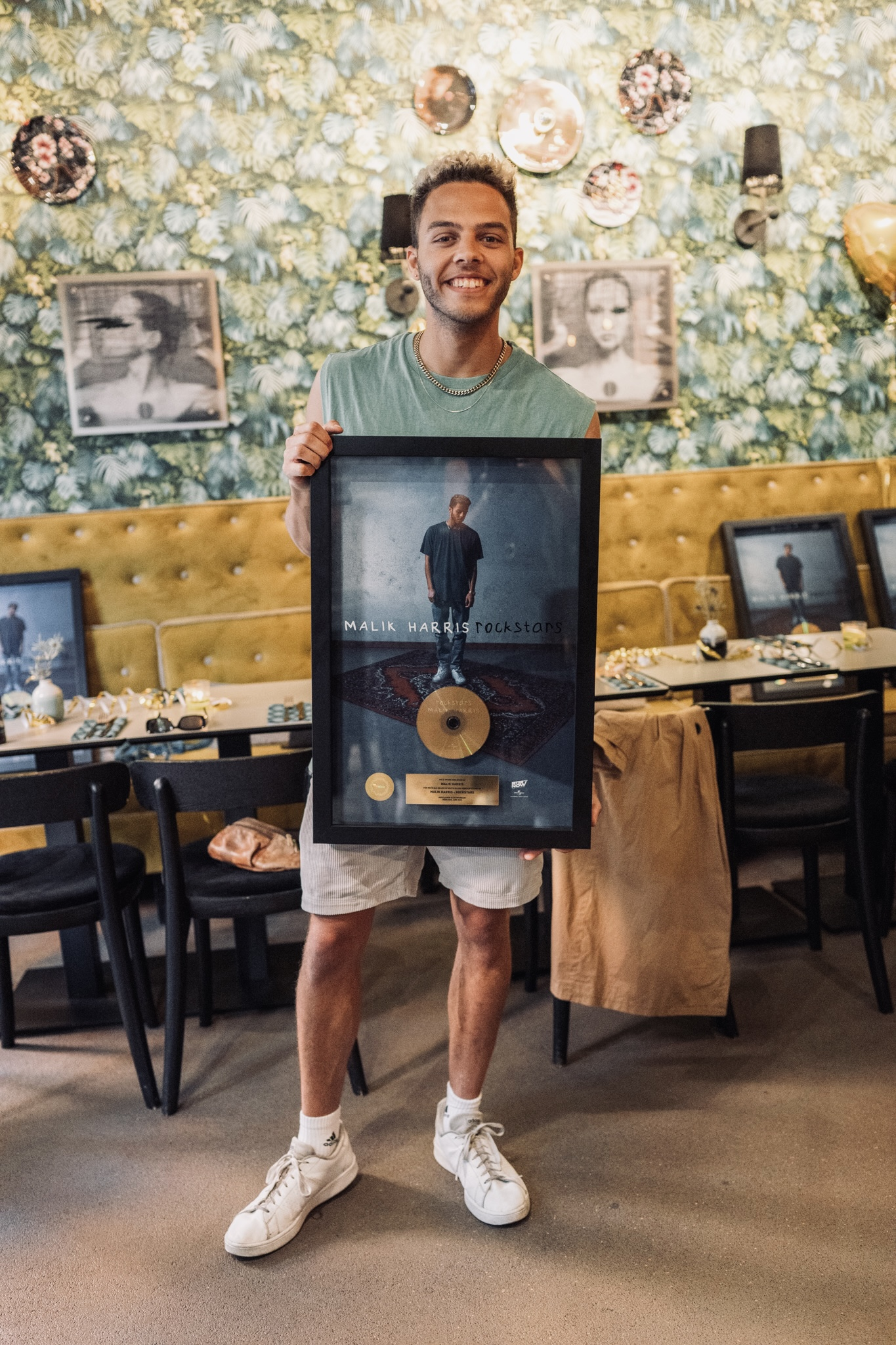
Malik Harris mit der Goldenen Schallplatte für Rockstars (2023)

Malik Harris (* 27. August 1997 in Landsberg am Lech) ist ein deutsch-amerikanischer Popsänger, Rapper, Multiinstrumentalist und Songwriter. In seiner Musikmischung aus Pop und Rap bedient er sich auch verschiedener Elemente aus Bereichen wie Folk, Rock und elektronischer Musik. Meist tritt er allein mit einer Loop-Station auf. Mit seinem Song Rockstars nahm er für Deutschland am Eurovision Song Contest 2022 teil.

## Leben

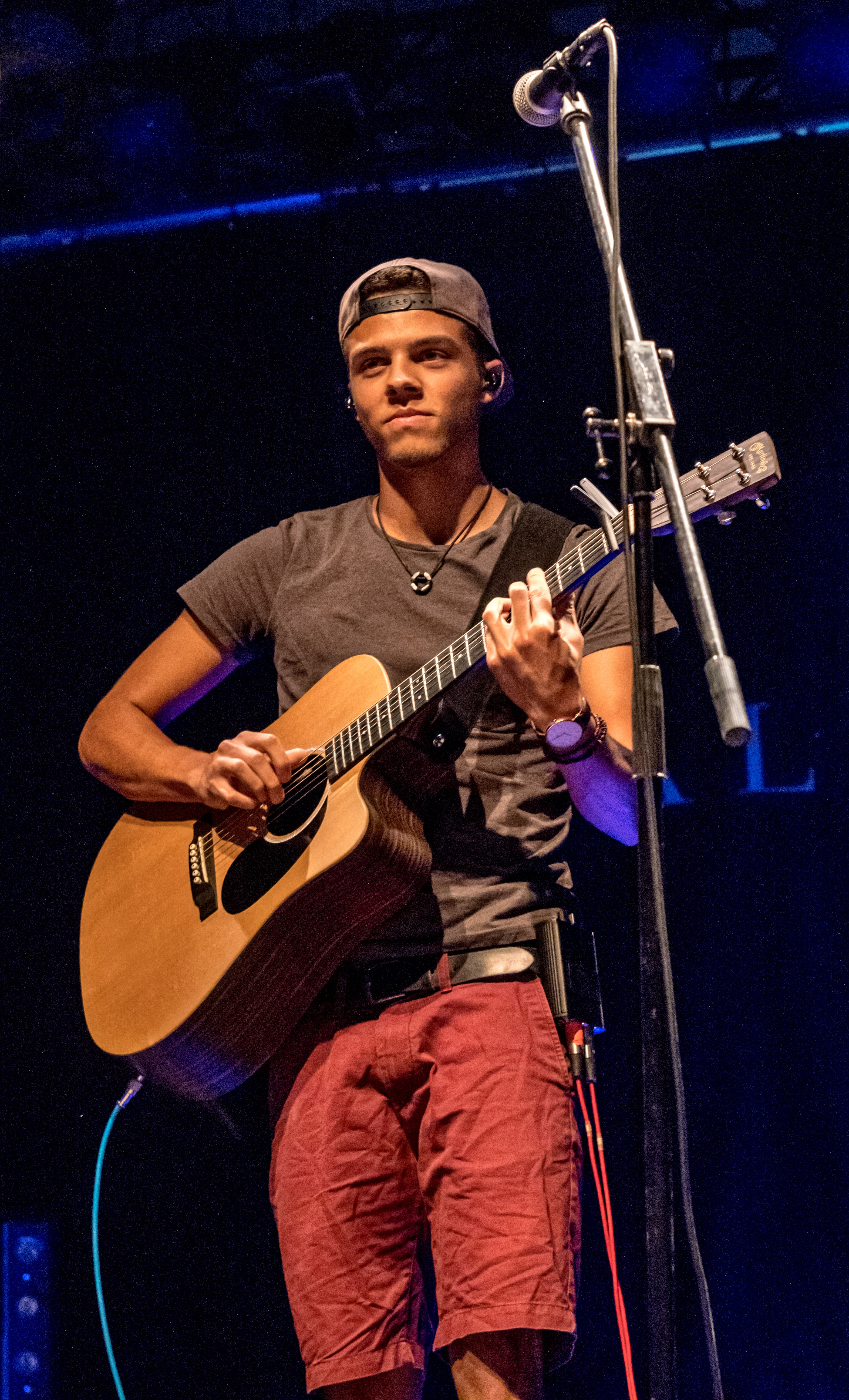
Malik Harris (2018)

Harris ist der Sohn des US-amerikanischen Ex-Talkmasters Ricky Harris; er wuchs in Issing bei Vilgertshofen in der Nähe von Landsberg am Lech auf. Sein Großvater väterlicherseits war Opernsänger, seine Großmutter mütterlicherseits Pianistin, sein Vater beherrscht zahlreiche Musikinstrumente. Seine musikalische Laufbahn begann Harris mit Coversongs, wobei er sich mit der Gitarre begleitete, die er seit seinem 13. Lebensjahr spielt. Ebenso wie das Gitarrespielen brachte sich Harris das Spielen des Keyboards und die Bedienung des Drumcomputers selbst bei. Seine Vorbilder sind Ed Sheeran, Macklemore und Eminem. Häufig wird er mit Bruno Mars verglichen.
Er studierte Spanisch und Französisch an der Universität Augsburg, brach sein Studium jedoch ab, weil es ihn nach eigenen Angaben nicht erfüllte.
Seine ersten Singles Say the Name (2018) und Welcome to the Rumble (2019) wurden in den Airplaycharts und auf Streamingplattformen wie Spotify zu Hits. Nachdem Harris von der Universal Music Group unter Vertrag genommen worden war, erschien im Sommer 2019 seine EP Like That Again, gefolgt von der Single Home. Im Mai 2019 begann seine erste Solotour. Zudem war er Opener für internationale Acts wie James Blunt, Alex Clare, Jeremy Loops, Tom Odell oder LP.
Als erster deutscher Künstler war Harris zur Veröffentlichung seiner Single When We’ve Arrived im Oktober 2020 eine Woche lang auf einem Times Square Billboard in New York City zu sehen. Nach seinen erfolgreichen Releases im Jahr 2020, wie der Black-Lives-Matter-Hymne Faith, erschien Harris’ Debütalbum Anonymous Colonist im August 2021.
Harris gewann mit seinem Song Rockstars den deutschen Vorentscheid Germany 12 Points für den Eurovision Song Contest 2022, bei dem er am 14. Mai 2022 mit sechs Punkten den letzten Platz belegte. Trotz dieses Ergebnisses war Rockstars erfolgreich. Der Song blieb 17 Wochen in den Charts und wurde 2023 mit einer Goldenen Schallplatte ausgezeichnet.
2022 wurde Harris als Bester Newcomer für die 1 Live Krone nominiert.
Neben seiner Musik-Karriere spielte Harris bis 2022 für den VfL Kaufering aktiv Fußball, darunter zwei Spiele für die Senioren-Mannschaft in der Kreisliga Augsburg und 26 Spiele in der A-Klasse für die Kauferinger Reserve.
2024 erhielt er den Bayerischen Kunstförderpreis in der Kategorie Musik.

## Diskografie

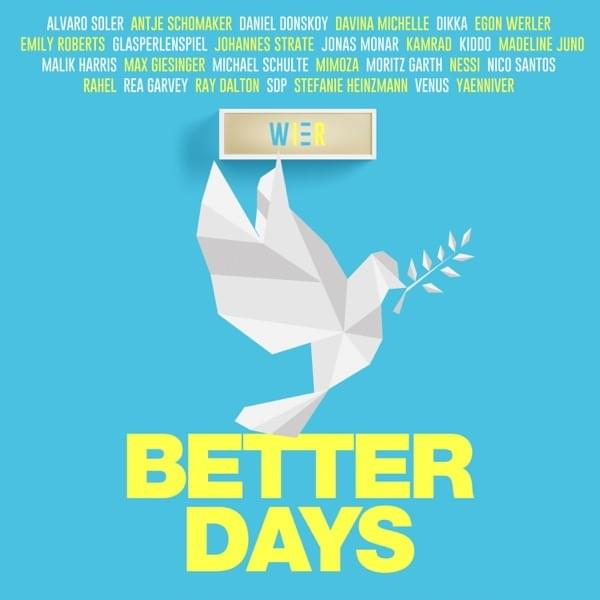
Frontcover zu Better Days

### Alben
- 2021: Anonymous Colonist

### EPs
- 2019: Like That Again

### Singles
- 2018: Say the Name[20]
- 2019: Welcome to the Rumble
- 2019: Like That Again
- 2019: Home
- 2020: Crawling
- 2020: Faith
- 2020: When We’ve Arrived
- 2021: Bangin’ on My Drum
- 2021: Dance
- 2021: Time for Wonder
- 2022: Rockstars
- 2022: You & I
- 2023: Dreamer
- 2023: Up
- 2023: Sticks & Stones
- 2024: Promise
- 2024: Heavy Rain
- 2025: Better Man

### Gastbeiträge
- 2018: Dust (Cosby feat. Malik Harris)
- 2022: Better Days (als Teil von Wier)
- 2022: Enchanté (Younotus & Willy William feat. Malik Harris & Minelli)
- 2024: Who Cares (Mi Casa feat. Malik Harris)

## Auszeichnungen für Musikverkäufe
Anmerkung: Auszeichnungen in Ländern aus den Charttabellen bzw. Chartboxen sind in ebendiesen zu finden.
| Land/RegionAuszeichnungen für Musikverkäufe (Land/Region, Auszeichnungen, Verkäufe, Quellen) | Gold  | Platin | Verkäufe | Quellen           |
| -------------------------------------------------------------------------------------------- | ----- | ------ | -------- | ----------------- |
| Deutschland (BVMI)                                                                           | Gold1 | —      | 200.000  | musikindustrie.de |
| Insgesamt                                                                                    | Gold1 | —      |          |                   |